# Патриарх Болгарский, митрополит Софийский

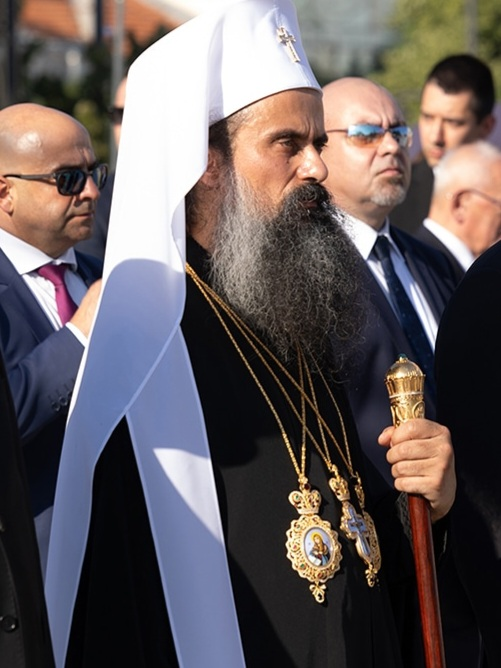
Патриарх Даниил

Святейший Патриарх Болгарский, митрополит Софийский (болг. Патриарх Български и митрополит Софийски) — официальный титул предстоятеля Болгарской православной церкви. Утверждён 8 мая 1953 года после Церковно-народного собора Православных церквей. Болгарская православная церковь — одна из древнейших и в диптихе Церквей стоит девятой. Ныне престол занимает патриарх Даниил

## История патриаршества в Болгарии
Болгарская Православная Церковь была возведена в ранг Патриархата в 927 году, до установления над Болгарией византийского владычества в 1018 году.
Патриархия была восстановлена в 1235 году в Лампсаке на всеправославном соборе благодаря усилиям болгарского царя Ивана II Асеня и просуществовала вплоть до конца XIV века до падения Болгарии под турецким игом.
8—10 мая 1953 года в городе София, Болгария после Церковно-народного собора Православных Церквей ранг Патриарха в Болгарской Православной Церкви был восстановлен.

## Права и обязанности
Болгарский патриарх также является правящим епископом Софийской епархии. Он служит пожизненно. Его резиденция находится в Софии. Он имеет первенство чести перед всеми архиереями Болгарской православной церкви и несёт достоинство «Святейшего». Внешние отличительные признаки патриаршего достоинства: белая епанокамилавка с крестом, энколпион, наперсный крест и две панагии.
Болгарский патриарх представляет Болгарскую православную церковь и от имени Священного Синода вступает в отношения с: предстоятелями и представителями собрания глав поместных православных церквей; органами государственной и местной власти в Республике Болгарии; иностранными государствами и их дипломатическими представительствами в Республике Болгарии; международными организациями и другими конфессиями в Болгарии и за её пределами.
Кроме того Болгарский патриарх, как Предстоятель Болгарской церкви, имеет следующие полномочия: созывается по решению Священного Синода заседания Церковного собора, архиерейского и заседания Священного Синода в полном и сокращённом составе, председательствует на их заседаниях и осуществляет контроль за своевременным и точным исполнением их решений.
Принимает письма, заявления и жалобы к Священному Синоду и своевременно распределяет их по компетенции для рассмотрения и решения.
Рукополагает в сослужении с прочими иерархами Святого Синода епископов Болгарской православной церкви, освящает с ними святое миро.
Осуществляет контроль для поддержания церковной дисциплины и порядка, и при нарушениях вносит вопрос в Священном Синоде для принятия соответствующих мер и выполнения обязательств.
Предоставляет отпуск епархиальным митрополитам и разрешение на прибытие в столицу.
Инициирует от имени Священного Синода послание к клиру и мирянам по случаю праздничных дней, юбилейным годовщинам, а также в связи с современными проблемами.